# فلوریان مارنج
فلوریان مارنج (انگلیسی: Florian Marange؛ زادهٔ ۳ مارس ۱۹۸۶) بازیکن فوتبال اهل فرانسه است.
از باشگاه‌هایی که در آن بازی کرده‌است می‌توان به باشگاه فوتبال نانسی، باشگاه فوتبال باستیا، باشگاه فوتبال سوشو، باشگاه فوتبال بوردو، باشگاه فوتبال لو آور، و باشگاه فوتبال کریستال پالاس اشاره کرد.
وی همچنین در تیم ملی فوتبال زیر ۲۱ سال فرانسه بازی کرده‌است.